# 徳島県道151号蔵本停車場線
徳島県道151号蔵本停車場線（とくしまけんどう151ごう くらもとていしゃじょうせん）は、徳島県徳島市を通る一般県道である。

## 概要

### 路線データ
- 起点：徳島県徳島市蔵本町2丁目（JR四国徳島線 蔵本駅前）
- 終点：徳島県徳島市蔵本町2丁目（徳大医学部前交差点、国道192号交点）
- 距離：0.177 km[1]

## 歴史
- 1920年（大正9年）4月16日 - 徳島県道加茂名蔵本停車場線として認定。
- 1954年（昭和29年）11月12日 - 徳島県道2号蔵本停車場線に。
- 1959年（昭和34年）1月31日 - 徳島県道30号蔵本停車場線として認定。
- 1972年（昭和47年）3月10日 - 徳島県道151号蔵本停車場線として認定。

## 地理

### 通過する自治体
- 徳島県
  - 徳島市

### 交差する道路
| 交差する道路             | 交差する場所 | 交差する場所              |
| ------------------------ | ------------ | ------------------------- |
| 国道192号 国道318号 重複 | 蔵本町2丁目  | 徳大医学部前交差点 / 終点 |

### 沿線
- JR四国徳島線 蔵本駅
- 徳島大学病院